# 京都府道・大阪府道79号伏見柳谷高槻線
京都府道・大阪府道79号伏見柳谷高槻線（きょうとふどう・おおさかふどう79ごう ふしみやなぎたにたかつきせん）は、京都府京都市伏見区から大阪府高槻市に至る主要地方道（京都府道・大阪府道）である。

## 概要
京都市伏見区の国道24号御香宮前交差点から伏見区、長岡京市を東西に横切り島本町を経て高槻市国道170号・国道171号八丁畷交差点に至る主要地方道である。
伏見区京町3丁目から納屋町にかけての区間（大手筋）はアーケードになっている。その為12時から20時にかけては歩行者専用道路となり、その他の時間は東向き一方通行となる。国道1号を越え、羽束師橋で桂川を渡り伏見区羽束師や長岡京市の中心部を抜けた先は狭隘区間となるが、府境附近の柳谷観音（楊谷寺）付近は2車線の高架橋のバイパスが存在する。バイパスの先から島本町に至る区間は再び狭隘な1車線となり交互通行困難である。島本町に入ったところにベニーカントリー倶楽部があるため、交通量は少なくない。その後は2車線道路が続き、新名神高槻IC付近で、高槻市梶原にて国道171号と接続する高槻東道路と分岐し高槻市中心部へ至る。
大阪府の一部区間（高槻市大字川久保、三島郡島本町大沢など）では、二輪車事故多発およびローリング族対策のため、バイクの通行が禁止されている箇所がある。

### 路線データ
- 起点：京都府京都市伏見区鍋島町（御香宮前交差点=国道24号交点）
- 終点：
  - 大阪府高槻市八丁畷（八丁畷交差点=国道170号・国道171号交点）
  - 大阪府高槻市梶原六丁目（梶原6丁目交差点=国道171号交点）

## 歴史
- 1959年（昭和34年）
  - 12月1日 - 大阪府が一般府道24号として認定。
  - 12月18日 - 京都府が一般府道33号として認定。
- 1984年（昭和59年） - 大阪府が路線番号を116へ改番。
- 1993年（平成5年）5月11日 - 建設省（現・国土交通省）から、一般府道伏見柳谷高槻線の一部が伏見柳谷高槻線として主要地方道に指定される[1]。
- 1994年（平成6年）4月1日 - 京都府と大阪府が主要地方道として路線認定、路線番号は京都府側の意向で79号となった。
- 2017年（平成29年）3月27日 - 安満御所の町交差点（高槻市安満御所の町） - 梶原6丁目交差点（同市梶原六丁目）間（通称：高槻東道路）が開通

## 路線状況

### バイパス
- 高槻東道路

延長3,300 m、幅員7.5 m - 32.5 mの国道171号と新名神高槻ICとを結ぶ、新名神アクセス道路。従来、新名神高速道路へのアクセス路として都市計画道路牧野高槻線が計画されていたが、住宅密集地を貫く経路故に難航。十三高槻線との交差部から以北の都市計画を廃止し、当道路でその機能を補完する事となった。名神高速道路、大阪府道67号西京高槻線、JR京都線、阪急京都線を五領高架橋によりオーバーブリッジしている。令和2年7月から都市計画道路十三高槻線までの延伸事業に着手。高架橋に国道171号との立体交差用の流ノーズ部も用意されていたが、立体交差ではなく平面交差となる。

### 通称
- 京都外環状線
- 三菱通り（三菱電機京都製作所・三菱製紙長岡京工場前）
- 柳谷通り
- アゼリア通り(長岡京市中心街)

### 重複区間
- 京都府道35号大津淀線（京都府京都市伏見区京阪本線伏見桃山駅前 - 大手筋交差点）
- 京都府道13号京都守口線（伏見区大手筋交差点 - 外環横大路交差点）
- 京都府道123号水垂上桂線（伏見区菱川交差点 - 樋爪口交差点）
- 京都府道67号西京高槻線（長岡京市馬場1丁目交差点 - 長岡京市役所前交差点、大阪府高槻市別所交差点 - 八丁松原跨線橋北詰）
- 京都府道10号大山崎大枝線（長岡京市八条ヶ池交差点 - 西陣町交差点）

## 地理

### 通過する自治体
- 京都府
  - 京都市（伏見区）
  - 長岡京市
- 大阪府
  - 三島郡島本町
  - 高槻市

### 交差する道路
京都府京都市
- 国道24号（京都市伏見区鍋島町・御香宮前交差点、起点）
- 京都府道35号大津淀線（京阪本線伏見桃山駅前）
- 国道1号・京都府道13号京都守口線・京都府道35号大津淀線（大手筋交差点）
- 京都府道13号京都守口線・京都市道188号観月橋横大路線（外環横大路交差点）
- 京都府道203号志水西向日停車場線・京都府道123号水垂上桂線（菱川交差点）
- 京都府道123号水垂上桂線（樋爪口交差点）

京都府長岡京市
- 国道171号（京都府道14号大阪高槻京都線 重複）（馬場交差点）
- 京都府道67号西京高槻線（馬場1丁目交差点）
- 京都府道67号西京高槻線（長岡京市役所前交差点）
- 京都府道10号大山崎大枝線（八条ヶ池交差点）
- 京都府道10号大山崎大枝線（西陣町交差点）
- 京都府道204号奥海印寺納所線（火ノ尾交差点）
- 京都府道734号柳谷島本線（柳谷観音交差点）

大阪府高槻市
- 大阪府道125号安満前島線（紅茸町地先）
- 大阪府道67号西京高槻線（別所交差点）
- 大阪府道67号西京高槻線（JR東海道本線八丁松原跨線橋北詰）
- E1A 新名神高速道路 高槻IC
- 国道170号（大阪府道6号枚方亀岡線 重複）・国道171号（大阪府道6号枚方亀岡線・大阪府道14号大阪高槻京都線 重複）（八丁畷交差点、終点）

### 沿線にある施設など
- 長岡天満宮
- 楊谷寺（柳谷観音）